# Мирјана Мојсић
Мирјана Мојсић (Београд, 1948) српска је сликарка.

## Биографија
Рођена је 1948. године у Београду. Дипломирала је на Факултету ликовних уметности Универзитета уметности у Београду.
Излагала је на групним изложбама „Перспективе I” у Београду, Нишу и Чачку, изложбама Октобарског салона 1973. и 1974, изложби „Обнова слике” у Београду 1973, изложбама у Почитељу, Сарајеву и Мостару, изложби четрдесете колоније и друге.
Добитница је награде Факултета ликовних уметности Универзитета уметности у Београду за сликарство 1972. године.